# Убитая
«Убитая» (фр. Assassinée) — французская детективная драма 2012 года режиссёра Тьерри Бинисти.

## Сюжет
Кати готовилась к этому с самого раннего утра. Женщина собиралась отпраздновать двадцатилетие своей дочери Евы. Но в этот самый день жизнь Кати резко изменилась, ведь она узнала, что её дочь была убита. Поначалу опустошенная и потерянная, женщина не в силах сопротивляться бездействию полиции и безжалостному безразличию судебной системы, в конце концов она находит в себе силы и начинает собственное расследование.

## В ролях
- Патрисия Каас — Кати
- Серж Хазанавичус — Ришар
- Рафаэль Бошарт — Лоран
- Мари Винсент — Мари
- Джонатан Кардоннел — Эрик
- Анаис Теллен — Клара
- Жан-Поль Комар — капитан Моран
- Николя Жует — Симон
- Клара Брайман — Ева
- Франсуа Берланд — адвокат Дюбюиссон
- Хелен Бизо — Фабьен
- Дэйзи Брум — Дженнифер

## Производство
Режиссёр Тьерри Бинисти, увидев Патрисию Каас на шоу Лорана Рукье, был впечатлён её профессиональным поведением на съёмочной площадке, он сразу увидел в ней образ главной героини Кати и предложил ей роль. Певица согласилась не сразу, но в итоге дала согласие через два месяца.
Съёмки продолжались двадцать три дня, с 28 сентября 2011 года по 28 октября 2011 года в пригороде Парижа, в департаменте Сена и Марна и в Довиле.

## Показ
Фильм был показан впервые на телеканале France 3 15 мая 2012, собрав внушительную аудиторию в более чем пять с половиной миллионов зрителей.

## Награды и номинации
| Год  | Награда           | Категория           | Номинант                 | Результат | Прим. |
| ---- | ----------------- | ------------------- | ------------------------ | --------- | ----- |
| 2013 | Lauriers TV Award | Лучшая женская роль | Патрисия Каас («Убитая») | Победа    | [ 4 ] |